# Eugene Izotov
Eugene Izotov (Moscú, 28 de noviembre de 1973) es un oboísta de origen ruso.

## Biografía
Desde los 6 años estudió en la "Gnessin Music School" con los profesores I.F. Pushechnikov y S. P. Velikanov, más tarde en el Departamento de Música de la Universidad de Boston (Estados Unidos.), en la clase del profesor R. Gomberg.
Evgeny Izotov fue el primer músico nacido en Rusia que ocupó el puesto del primer oboísta en varias grandes orquestas de ópera y sinfónicas estadounidenses: New World Symphony (1995, Miami Beach), Kansas City Symphony Orchestra (1995-). 1996, solista), Orquesta Sinfónica de San Francisco (1996-2002, solista), Orquesta de la Ópera Metropolitana (2002-2006, solista). Desde 2006 es solista y concertista del grupo de oboes de la Orquesta Sinfónica de Chicago bajo la dirección de Riccardo Muti.
Evgeny Izotov realiza regularmente conciertos en solitario y de cámara con los directores Riccardo Muti, Bernard Haitink, James Levine, Michael Tilson Thomas, Vladimir Yurovsky, Lorin Maazel, así como con los músicos Yo Yo Ma, Yefim Bronfman, Pinchas Zukerman, Emanuel Ax, André Watts.
Evgeny Izotov enseña en las universidades DePaul y Roosevelt, y anteriormente ha enseñado en la Juilliard School de Nueva York y en el Conservatorio de Música de San Francisco. Además, sigue dando clases magistrales regulares en varios conservatorios de EEUU, Europa y Asia.
En 2003, el maestro James Levine invitó a Evgeny Izotov a participar en el trabajo de la Verbier Festival Orchestra (Suiza). Desde 2005, Evgeny Izotov es miembro de los Directores del Pacific Music International Festival fundado por Leonard Bernstein en Sapporo (Japón). En 2011, Evgeniy Izotov asesoró al grupo de oboes de la Sinfónica de YouTube en el escenario de la Ópera de Sydney.
Desde 1991 vive en Estados Unidos y actualmente en Chicago.

## Premios y reconocimientos
- Ganador del Primer Premio en el Gillet International Wind Instrument Competition (2001),
- Lucarelli, Nueva York (1995),
- Leningrado (1990).
- Graduado honoris causa de la Universidad de Boston (mayo de 2003).